# Колос (газета, Заліщики)
Колòс — газета Заліщицької районної ради. Виходить по п'ятницях з 1940 року. Заснована 24 лютого 1940 року під назвою «Перемога».

## Історія газети
Громадсько-політичний часопис виходить з 24 лютого 1940 року. Спочатку видання мало назву «Перемога», а з 1965 року – «Колос».
Газета виходить на 8-и або 12-и сторінках, журналісти пишуть про актуальні проблеми життя району. Рубрики: «На теми дня», «Зв`язки з громадськістю», «Ми – українці», «На освітянській ниві», «Соціальний захист», «На пульсі здоров`я», «Люди твої, Наддністров`я», «Допомога Українській армії»,«Політичне життя», «Світочі слова», «Трибуна сільського голови», «Голос села» та ін.
Відділи газети працюють планово і над тематичними сторінками «Наше місто», «Ринок праці», «З турботою про надвечір`я», «Коріння і крона», які є рекламними, та ін.
Журналісти спільно з творчими людьми краю з допомогою працівників центральної районної бібліотеки готують сторінку «Літературно-мистецький клуб «Дністер».
З 2001 року — редактором Заліщицької районної газети «Колос» є Оксана Дяків.